# Quách Phổ Hiệu
Quách Phổ Hiệu (hoặc Quách Phổ Giáo, tiếng Trung giản thể: 郭普校, bính âm Hán ngữ: Guō Pǔ Xiào, sinh tháng 1 năm 1964, người Hán) là tướng lĩnh Quân Giải phóng Nhân dân Trung Quốc. Ông là Thượng tướng Không quân Quân Giải phóng Nhân dân Trung Quốc, Ủy viên Ủy ban Trung ương Đảng Cộng sản Trung Quốc khóa XX, hiện là Chính ủy Không quân. Ông nguyên là Chính ủy Bộ Bảo đảm Hậu cần Quân ủy Trung ương; Phó Chính ủy Chiến khu Trung Bộ kiêm Chính ủy Không quân Trung Bộ; Chính ủy Quân đoàn Nhảy dù Trung Quốc.
Quách Phổ Hiệu là đảng viên Đảng Cộng sản Trung Quốc, ông có sự nghiệp phục vụ lực lượng không quân 40 năm cho đến khi trở thành lãnh đạo Không quân Trung Quốc.

## Xuất thân và giáo dục
Quách Phổ Hiệu sinh tháng 1 năm 1964 tại huyện Diệu, nay là quận Diệu Châu, địa cấp thị Đồng Xuyên, tỉnh Thiểm Tây, Cộng hòa Nhân dân Trung Hoa. Ông lớn lên ở thủ phủ Lan Châu, tốt nghiệp phổ thông trường Trung học số 1 Lan Châu Cam Túc, rồi theo học các khóa học quân sự tại trường quân sự trong những năm công tác, được kết nạp Đảng Cộng sản Trung Quốc vào năm 1984.

## Sự nghiệp

### Các giai đoạn
Tháng 6 năm 1981, sau khi tốt nghiêp Trung học số 1 Lan Châu Cam Túc, Quách Phổ Hiệu nhập ngũ Quân Giải phóng Nhân dân Trung Quốc, tham gia lực lượng không quân khu vực Tây Bắc Trung Quốc. Ông lần lượt đảm nhiệm chức vụ Chính ủy Sư đoàn 37 Quân chủng Không quân và Chính ủy Bộ Chỉ huy Lực lượng Không quân thủ phủ Ürümqi của Quân khu Ürümqi. Tháng 7 năm 2011, ông được bổ nhiệm làm Chủ nhiệm Bộ Chính trị Quân đoàn Nhảy dù 15, có biệt danh là "Thiên tuế quân" (千岁军), nay hợp nhất thành Quân đoàn Nhảy dù Không quân Trung Quốc, được phong hàm Thiếu tướng vào tháng 7 năm 2012 và thăng chức thành Chính ủy Quân đoàn Nhảy dù từ tháng 11 năm 2014.
Tháng 6 năm 2017, sau khi cải tổ lại lực lượng quân khu và chiến khu, Quách Phổ Hiệu được điều chuyển tới Chiến khu Trung Bộ, nhậm chức Phó Chính ủy Chiến khu kiêm Chính ủy Không quân Chiến khu Trung Bộ, cấp bậc phó chiến khu. Sau đó, tháng 7 năm 2018, ông được phong quân hàm Trung tướng Không quân, rồi đến tháng 12 năm 2019 thì được điều về trung ương, nhậm chức Chính ủy Bộ Bảo đảm Hậu cần Quân ủy Trung ương Trung Quốc. Ông cũng được bầu làm đại biểu Nhân Đại Trung Quốc khóa XIII.

### Không quân Trung Quốc
Tháng 12 năm 2020, tại trụ sở tòa nhà Bát Nhất, nhà lãnh đạo Tập Cận Bình phong quân hàm Quách Phổ Hiệu làm Thượng tướng Không quân, cấp bậc của ông là chính chiến khu. Sau đó, tháng 1 năm 2022, Quân ủy Trung ương quyết định bổ nhiệm ông làm Chính ủy Không quân Quân Giải phóng Nhân dân Trung Quốc, phối hợp chỉ huy không quân cùng Tư lệnh Thường Đinh Cầu. Giai đoạn đầu năm 2022, ông được bầu làm đại biểu tham gia Đại hội Đảng Cộng sản Trung Quốc lần thứ XX từ đoàn Quân Giải phóng và Vũ cảnh. Trong quá trình bầu cử tại đại hội, ông được bầu làm Ủy viên Ủy ban Trung ương Đảng Cộng sản Trung Quốc khóa XX.

## Lịch sử thụ phong quân hàm
| Quân hàm |             |             |              |  |  |  |  |  |  |  |  |
| Cấp bậc  | Thiếu tướng | Trung tướng | Thượng tướng |  |  |  |  |  |  |  |  |
|          |             |             |              |  |  |  |  |  |  |  |  |